# Tommy Jepsen
Tommy Jepsen, född 19 mars 1954 i Bording, Danmark, död 11 augusti 2017 i Eskilstuna, var en dansk-svensk målare, skulptör, konsthantverkare och illustratör.
Jepsen studerade olika trätekniker vid Eskilstuna konstskola, samt som lärling för Knut Erik Lindberg. Han medverkade i ett antal separat- och samlingsutställningar. Hans konst består av exlibris och bokillustrationer. Vid sidan av sitt eget skapande var han verksam som lärare i konsthantverk. Jepsen är representerad vid Kungliga biblioteket i Stockholm, Kungliga biblioteket i Köpenhamn och på Silkeborg museum.